# Gegradeerde gelaagdheid

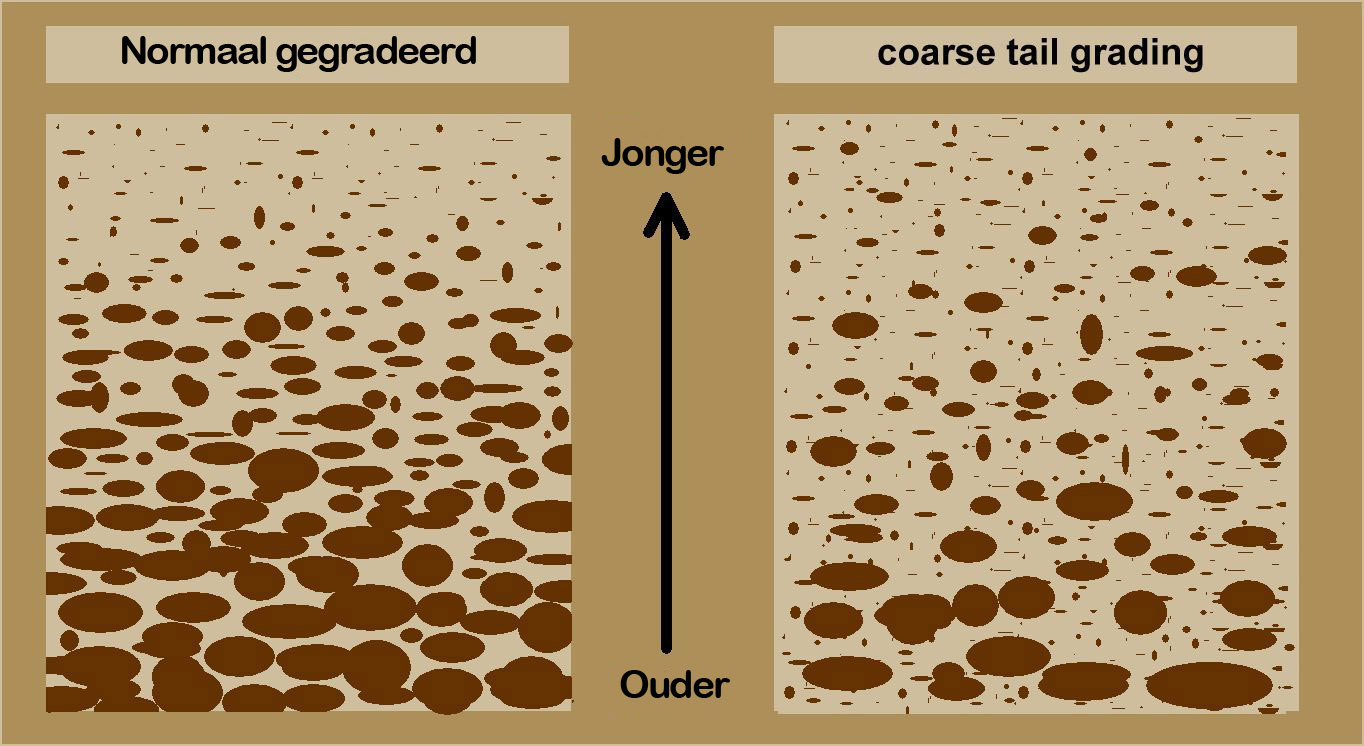
Schematische voorbeelden van gegradeerde gelaagdheid in sedimentair gesteente.

Gegradeerde gelaagdheid (Engels: graded bedding) is een structuur en textuur in sommige sedimentaire gesteenten, waarbij binnen een gesteentelaag de korrelgrootte naar boven toe afneemt.
Gegradeerde gelaagdheid kan iets zeggen over het afzettingsmilieu van het gesteente. Het kan ook als top-bottomcriterium gebruikt worden.

## Ontstaan
Verschil in korrelgrootte in sediment wordt veroorzaakt door verschil in de stroomsnelheid van het water waarin het sediment wordt afgezet. Sneller stromend water kan grotere korrels verplaatsen en afzetten, terwijl kleinere korrels zoals kleideeltjes alleen in rustig water kunnen bezinken. Wanneer de stroomsnelheid afneemt, zullen steeds fijnere deeltjes worden afgezet.
Ook veranderingen in de viscositeit van het transportmedium (bij sediment normaal gesproken water) kunnen gegradeerde gelaagdheid veroorzaken, maar dit effect is bij geologische processen niet belangrijk.

## Voorkomen
Gegradeerde gelaagdheid komt voor in veel klastische sedimentaire gesteenten. De bekendste manier waarop ze kunnen vormen is bij het tot rust komen van een troebelingsstroom waarbij een turbidiet of grauwacke ontstaat, gesteenten die veel voorkomen in (meestal diep mariene) flysch.
Gegradeerde gelaagdheid kan behalve als een verschil in korrelgrootte voor alle korrels, ook als een verschil van alleen de grotere korrels voorkomen. In dat laatste geval vormen de kleine korrels door de hele laag heen eenzelfde matrix. Deze vorm van gegradeerde gelaagdheid wordt coarse tail grading genoemd.